# Marshall Lagerquist
Carl Marshall Lagerquist, född 15 maj 1907 i Pittsburgh, död 12 september 1977 på Lidingö, var en svensk museiman.
Marshall Lagerquist var son till civilingenjör Carl August Elfing Lagerquist. Han avlade studentexamen vid Jönköpings högre allmänna läroverk 1926 och blev därefter inskriven vid Stockholms högskola där han avlade en filosofie kandidatexamen 1931. Lagerquist anställdes därefter som assistent vid Nordiska museet och deltog i ett flertal arkeologiska och kulturhistoriska undersökningar innan han 1937 blev amanuens vid museet. Han blev 1939 filosofie licentiat vid Stockholms högskola och var 1941–1943 tillförordnad föreståndare för undervisningsavdelningen vid Nordiska museet. Sedan museet 1944 tagit över Julita gård fick Lagerquist ansvaret för byggnadens iordningställande som museet. Han blev 1945 andre intendent och senare samma år extraordinarie intendent vid Nordiska museet men lämnade därefter en tid museet för en anställning som föreståndare för museiavdelningen vid Stockholms stadsmuseum. Lagerquist återvände dock 1948 till Nordiska museet som intendent. Han blev 1949 filosofie doktor vid Stockholms högskola. Lagerquist var 1957–1963 ordförande i styrelsen för Föreningen för Svensk Hemslöjd, förste intendent vid Nordiska museet 1959–1973, föreståndare för Skansens kulturhistoriska avdelning 1961–1963, ledamot av Postmusei nämnd 1961–1977, ledamot av styrelsen för Samfundet S:t Erik 1962–1971, vice ordförande i styrelsen för Svenska hemslöjdsföreningarnas riksförbund 1964–1969, föreståndare för Nordiska museets kulturhistoriska undersökningar 1965–1973, ordförande i styrelsen för Hemslöjdsförbundet för Sverige 1967–1975, ordförande i styrelsen för Lidingö hembygdsförening 1968–1973 samt var tillförordnad styresman och ledamot av Nordiska museets nämnd 1972–1973.
Marshall Lagerquist forskade främst om möbelkultur under 1700-talet och studerade särskilt import och export av möbler och utgav ett flertal arbeten inom området. Vid sin död arbetade han som bäst på ett nästan färdigställt arbete om Georg Haupt. Lagerquist är begravd på Lidingö kyrkogård.